# Jehan Sadat
Jehan Sadat (tiếng Ả Rập Ai Cập: جيهان السادات Jihān es-Sadāt; sinh ngày 29 tháng 8 năm 1933 – 9 tháng 7 năm 2021) là một nhà hoạt động nhân quyền, một góa phụ của Anwar Sadat, và là Đệ nhất phu nhân Ai Cập từ 1970 cho đến khi Sadat bị ám sát năm 1981.

## Những năm đầu
Jehan Sadat, cũng được gọi là Jihan, được sinh ra tại Jehan Safwat Raouf (tiếng Ả Rập: جيهان صفوت رؤوف Jīhān Ṣafwat Raʼūf) ở Cairo, Ai Cập, là cô gái đầu tiên và đứa con thứ ba của một gia đình trung lưu thượng lưu của một bác sĩ phẫu thuật Ai Cập,Safwat Raouf và mẹ giáo viên dạy tiếng Anh, Gladys Cotterill.
Mẹ cô là con gái của Charles Henry Cotterill, giám đốc cảnh sát thành phố Sheffield. Cô được nuôi dạy như một người Hồi giáo theo mong muốn của cha mình, nhưng cũng đã theo học một trường trung học Cơ Đốc giáo cho nữ sinh ở Cairo.
Là một nữ sinh tuổi teen, cô bị hấp dẫn với Anwar Sadat như một anh hùng địa phương thông qua các báo cáo sau đây trên các phương tiện truyền thông về những câu chuyện anh hùng và lòng can đảm, lòng trung thành và quyết tâm chống lại sự chiếm đóng của Ai Cập của Ai Cập. Cô nghe nhiều câu chuyện về anh ta từ người anh em họ của cô, người chồng là đồng nghiệp của anh trong kháng chiến và sau đó trong tù.
Tại bữa tiệc sinh nhật lần thứ mười lăm của cô, lần đầu tiên cô gặp người chồng tương lai của cô, Anwar Sadat, ngay sau khi anh được ra tù, nơi anh bị tù hai năm rưỡi cho các hoạt động chính trị của mình. Cô và Sadat kết hôn vào ngày 29 tháng 5 năm 1949, sau khi cha mẹ cô do dự và phản đối với ý tưởng về con gái của họ kết hôn với một thủ lĩnh cách mạng thất nghiệp. Lúc đó Sadat 31 tuổi, cô 15 tuổi 9 tháng. Sadat sau đó là một phần của các thành viên cốt lõi của Phong trào Cán bộ Tự do đã dẫn đầu cuộc Cách mạng Ai Cập năm 1952 mà đã lật đổ chế độ quân chủ của Ai Cập và Sudan.